# ميراندا ولبرت
ميراندا ولبرت (بالإنجليزية: Miranda Wolpert)‏ أستاذة الممارسة القائمة على الأدلة والصحة العقلية في جامعة كوليدج في لندن. حصلت على وسام الإمبراطورية البريطانية في عام 2017 مع مرتبة الشرف للعام الجديد لعملها في مجال الصحة العقلية للشباب.